# بحوث كيميائية
البحوث الكيميائية هي مواد كيميائية يستخدمها العلماء لأغراض البحث الطبي والعلمي. إن إحدى خصائص مادة كيميائية للبحث هي أنها مخصصة للبحوث المختبرية فقط؛ مادة كيميائية للبحث غير مخصصة للاستخدام البشري أو البيطري. هذا التمييز مطلوب على ملصقات المواد الكيميائية البحثية، وهو ما يعفيها من التنظيم بموجب الأجزاء 100-740 في الباب 21 من قانون اللوائح الفيدرالية (المادة الحادية والعشرون من قانون اللوائح الفيدرالية).

## خلفية

### كيماويات البحوث الدوائية
تعتبر المواد الكيميائية البحثية أساسية في تطوير العلاجات الدوائية الجديدة. تشمل الاستخدامات المختبرية الطبية الشائعة في الجسم الحي واختبارات الحيوانات لتحديد القيمة العلاجية، واختبار السموم من قبل منظمة البحوث التعاقدية لتحديد سلامة الأدوية، والتحليل عن طريق اختبار الأدوية ومختبرات علم السموم الشرعي لأغراض تقييم التعرض البشري. يتم بيع العديد من المواد الكيميائية النشطة صيدلانيًا عبر الإنترنت تحت ستار مواد كيميائية للأبحاث، في حين أنها في الواقع عقاقير غير مختبرة يتم استهلاكها من قبل المشترين الذين يستفيدون من العديد من المركبات الانتقالية أو غير القانونية.

### كيماويات البحوث الزراعية
يتم إنشاء وتقييم الكيماويات الزراعية البحثية لاختيار المواد الفعالة للاستخدام في منتجات المستخدم النهائي التجارية الجاهزة. لا يتم تسويق العديد من الكيماويات الزراعية البحثية علنًا. غالبًا ما تستخدم المواد الكيميائية للبحوث الزراعية أسماء الرموز المتسلسلة.